# Theresia Irmgard Sibilla von Oeyen
Theresia Irmgard Sibilla Freifrau von Oeyen (* 2. Dezember 1696 in Leuth; † 23. September 1779 in Mönchengladbach) war eine Äbtissin.

## Leben
Theresia Irmgard Sibilla war eine Tochter von Wilhelm Seger van Oeyen und Eva Felicitas Perpetua van Voordt de Meldert. Ab 24. April 1744 war sie Äbtissin im Benediktinerinnen-Kloster für adelige Frauen in Neuwerk. Während ihrer Amtszeit herrschte große Zwietracht unter den Nonnen. Die vorherige Äbtissin, Clara Sophia von Bönninghausen, war am 24. April 1744 ihres Amtes enthoben worden, wollte jedoch nicht weichen und rief die jülische Regierung zu Hilfe, welche sich ihrer annahm.
Am 4. September 1744 rückten 50 bis 60 bewaffnete Soldaten in Neuwerk ein. Die Klosterpforte, alle Eingänge und die Klausur wurden mit Gewalt aufgebrochen und Clara Sophia von Bönninghausen wieder als Äbtissin eingesetzt.
Theresia von Oeyen musste fliehen und sah sich um Hilfe beim Kurfürsten von Köln um. Die Streitigkeiten dauerten bis zum 19. September 1747, als der Kurfürst ohne Widerspruch der jülischen Regierung den Befehl erließ, dass die Neuwerker Nonnen der Äbtissin von Oeyen Gehorsam und Ehrerbietung erweisen sollten. Hierauf wurde Theresia von Oeyen am 30. Oktober 1747 als Oberin wieder eingesetzt.
Theresia Irmgard Sibilla von Oeyen starb am 23. September 1779 in Mönchengladbach-Neuwerk. Im Pfarrarchiv Neuwerk befindet sich eine der Äbtissin von Oeyen gewidmete Beschreibung des Neuwerker Klosters.